# Aeroportul Internațional Arturo Merino Benítez
Aeroportul Internațional Arturo Merino Benítez (IATA: SCL, ICAO: SCEL) este un aeroport din Pudahuel, Provincia Santiago, Regiunea Santiago Metropolitan, Chile ce deservește zona Santiago de Chile. Aeroportul a fost tranzitat în decembrie 2023 de 24.925.660 de pasageri. A fost deschis în 9 februarie 1967 și numit după Arturo Merino Benítez⁠(d).
Situat la o altitudine de 474 m, aeroportul dispune de 2 piste. Este operat de Q105835837⁠(d).

## Infrastructură

### Piste
Aeroportul dispune de 2 piste. Pista 17R/35L are suprafața de asfalt și dimensiunile 3.800 m × 45 m. Pista 17L/35R are suprafața de asfalt și dimensiunile 3.748 m × 55 m. 